# West (gruppo musicale)
WEST., precedentemente nota come Johnny's West (ジャニーズWEST?) fino al 18 ottobre 2023, è una boy band giapponese composta da sette membri, della scuderia di Johnny & Associates.

## Formazione
- Junta Nakama (nato il 21 ottobre 1987)
- Takahiro Hamada (nato il 19 dicembre 1988)
- Akito Kiriyama (nato il 31 agosto 1989)
- Daiki Shigeoka (nato il 26 agosto 1992)
- Tomohiro Kamiyama (nato il 1 luglio 1993)
- Ryūsei Fujii (nato il 18 agosto 1993)
- Nozomu Kotaki (nato il 30 luglio 1996)

## Discografia

### Singoli
1. 2014 - Eejanaika (ええじゃないか)
2. 2014 - Jipangu・Ookini Daisakusen / Yume wo Dakishimete (ジパング・おおきに大作戦/夢を抱きしめて)
3. 2015 - Zundoko Paradise (ズンドコ パラダイス)
4. 2015 - Bari Hapi (バリ ハピ)

### Album
- go WEST Yo-i Don! (go WEST よーいドン!) (2014)
- Luckyyyyyyy7 (ラッキィィィィィィィ7) (2015)
- Nauesuto (なうぇすと) (2016)

### Mini Album
1. 2015 - Bari Hapi (パリピポ)